# Cairo (CDP, New York)
Pour les articles homonymes, voir Cairo.
Cairo est une census-designated place du comté de Greene, dans l'État de New York, aux États-Unis,. En 2020, elle compte une population de 1 368 habitants.